# Antichrist (film)
Antichrist is een Europese Engelstalige film uit 2009, die geschreven en geregisseerd is door Lars von Trier. De film is de eerste in Triers onofficiële Depression-trilogie, gevolgd door Melancholia in 2011 en Nymphomaniac in 2013. 

## Opnames en postproductie
De opnames duurden 40 dagen, van 20 augustus tot eind september 2008. Antichrist is de eerste film van von Trier die volledig in Duitsland is opgenomen: in de deelstaat Noordrijn-Westfalen, in de buurt van Keulen en in de stad Wuppertal. De film is opgenomen met digitale videoapparatuur; Er werden voornamelijk Red One-camera's met een resolutie van 4K gebruikt (zie Red Digital Cinema Camera Company). Time-lapse-opnamen zijn gemaakt met behulp van Phantom v4-apparatuur, met een frequentie van 1000 frames per seconde.
Trier was aan het begin van het filmen niet volledig hersteld van een depressie. Hij verontschuldigde zich herhaaldelijk bij de acteurs voor zijn mentale toestand, waardoor hij niet kon filmen, zoals hij gewoonlijk deed. "Het script is zonder veel enthousiasme gemaakt, alsof ik maar de helft van mijn fysieke en intellectuele potentieel had."
Het belangrijkste themalied van de film is Almirena's aria (Lascia ch'io pianga) uit Händels Rinaldo.
De postproductie vond plaats in Warschau en Göteborg. In twee maanden tijd werkten de Polen ongeveer 4000 uur en de Zweden ongeveer 500 uur. De film bevat 80 afleveringen met behulp van computergraphics, waarvan de uitvoering werd verzorgd door het Poolse bedrijf Platige Image. Voor het grootste deel werd computertechnologie gebruikt om de riemen rond de nek van de rendieren uit het frame te verwijderen, maar sommige effecten waren complexer. De scène waarin de vos de zin "Chaos regeert" uitspreekt, was bijzonder moeilijk: de bewegingen van zijn mond, gesimuleerd in 3D, moesten worden gesynchroniseerd met het geluid.

## Verhaal
De film vertelt het verhaal van een stel dat zich na de dood van hun zoontje terugtrekt in een hut in het bos. Het verhaal is ingedeeld in een proloog, vier hoofdstukken en een epiloog. In het tweede deel "Chaos heerst" wordt de omgeving van de hut steeds meer sinister: eikels vallen als kogels op het dak. De man wordt wakker en merkt dat zijn rechterhand bedekt is met gezwollen teken, en aan het einde van dit hoofdstuk ontmoet hij tussen de hoge varens in het bos een vos die door zichzelf te bijten zijn eigen lichaam uiteenrijt. De vos spreekt dan de woorden "chaos reigns".

## Rolverdeling
| Acteur                  | Personage |
| ----------------------- | --------- |
| Willem Dafoe            | Hij       |
| Charlotte Gainsbourg    | Zij       |
| Storm Acheche Sahlstrøm | Nic       |

## Ontvangst

### Recensies
Op Rotten Tomatoes geeft 52% van de 171 recensenten een positieve recensie, met een gemiddelde score van 5,5/10. Website Metacritic komt tot een score van 49/100, gebaseerd op 34 recensies. De Volkskrant schreef: "Antichrist is een huiveringwekkende koortsdroom die je maar beter kunt mijden. Maar ook: een oerfilm die je gezien wilt hebben. En daarna nog een keer." NRC schreef: "Von Trier is erin geslaagd om het slagveld dat de meesten van ons uit ervaring kennen – dat tussen man en vrouw – te laten zien in een vorm waarvan we weten, of vermoeden dat een relatie die kan aannemen: de hel." 
Sommige toeschouwers menen dat de film een element van misogynie (vrouwenhaat) bevat.

### Prijzen en nominaties
Een selectie:
| Jaar | Festival                                | Categorie               | Genomineerde             | Resultaat   |
| ---- | --------------------------------------- | ----------------------- | ------------------------ | ----------- |
| 2009 | Filmfestival van Cannes (62ste editie)  | Beste actrice           | Charlotte Gainsbourg     | Gewonnen    |
| 2009 | Filmfestival van Cannes (62ste editie)  | Gouden Palm             | Lars von Trier           | Genomineerd |
| 2009 | Europese filmprijzen (22ste uitreiking) | Beste regisseur         | Lars von Trier           | Genomineerd |
| 2009 | Europese filmprijzen (22ste uitreiking) | Beste actrice           | Charlotte Gainsbourg     | Genomineerd |
| 2009 | Europese filmprijzen (22ste uitreiking) | Beste cinematografie    | Antichrist               | Gewonnen    |
| 2010 | Robert prisen (27ste uitreiking)        | Beste Deense film       | Antichrist               | Gewonnen    |
| 2010 | Robert prisen (27ste uitreiking)        | Beste regisseur         | Lars von Trier           | Gewonnen    |
| 2010 | Robert prisen (27ste uitreiking)        | Beste acteur            | Willem Dafoe             | Genomineerd |
| 2010 | Robert prisen (27ste uitreiking)        | Beste actrice           | Charlotte Gainsbourg     | Genomineerd |
| 2010 | Robert prisen (27ste uitreiking)        | Beste scenario          | Lars von Trier           | Gewonnen    |
| 2010 | Robert prisen (27ste uitreiking)        | Beste camerawerk        | Anthony Dod Mantle       | Gewonnen    |
| 2010 | Robert prisen (27ste uitreiking)        | Beste montage           | Anders Refn              | Gewonnen    |
| 2010 | Robert prisen (27ste uitreiking)        | Beste kostuumontwerp    | Karl Júlíusson           | Genomineerd |
| 2010 | Robert prisen (27ste uitreiking)        | Beste geluid            | Kristian Eidnes Andersen | Gewonnen    |
| 2010 | Robert prisen (27ste uitreiking)        | Beste speciale effecten | Peter Hjorth, Ota Bares  | Gewonnen    |
| 2010 | Robert prisen (27ste uitreiking)        | Beste productieontwerp  | Karl Júlíusson           | Genomineerd |
| 2010 | Robert prisen (27ste uitreiking)        | Beste grime             | Hue Lan Van Duc          | Genomineerd |